# Ligurisches Meer

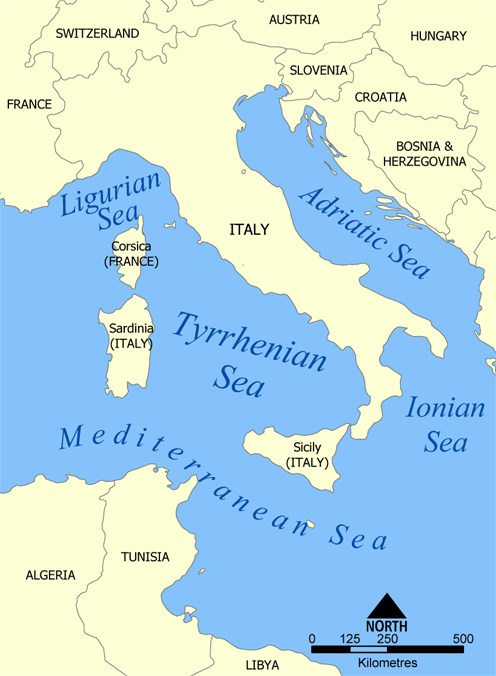
Karte des Ligurischen Meeres (Ligurian Sea)

Das Ligurische Meer ist Teil des Mittelmeeres zwischen den Inseln Korsika und Elba im Süden und der Rivieraküste (Ligurien) von Norditalien und Monaco im Norden.
Genua und La Spezia sind die Haupthäfen am Ligurischen Meer, das nach Südosten in das Tyrrhenische Meer übergeht. Der Golf von Genua an der italienischen Küste nimmt den nördlichen Teil des bis 2.615 Meter tiefen Ligurischen Meeres ein.

## Umweltschutz

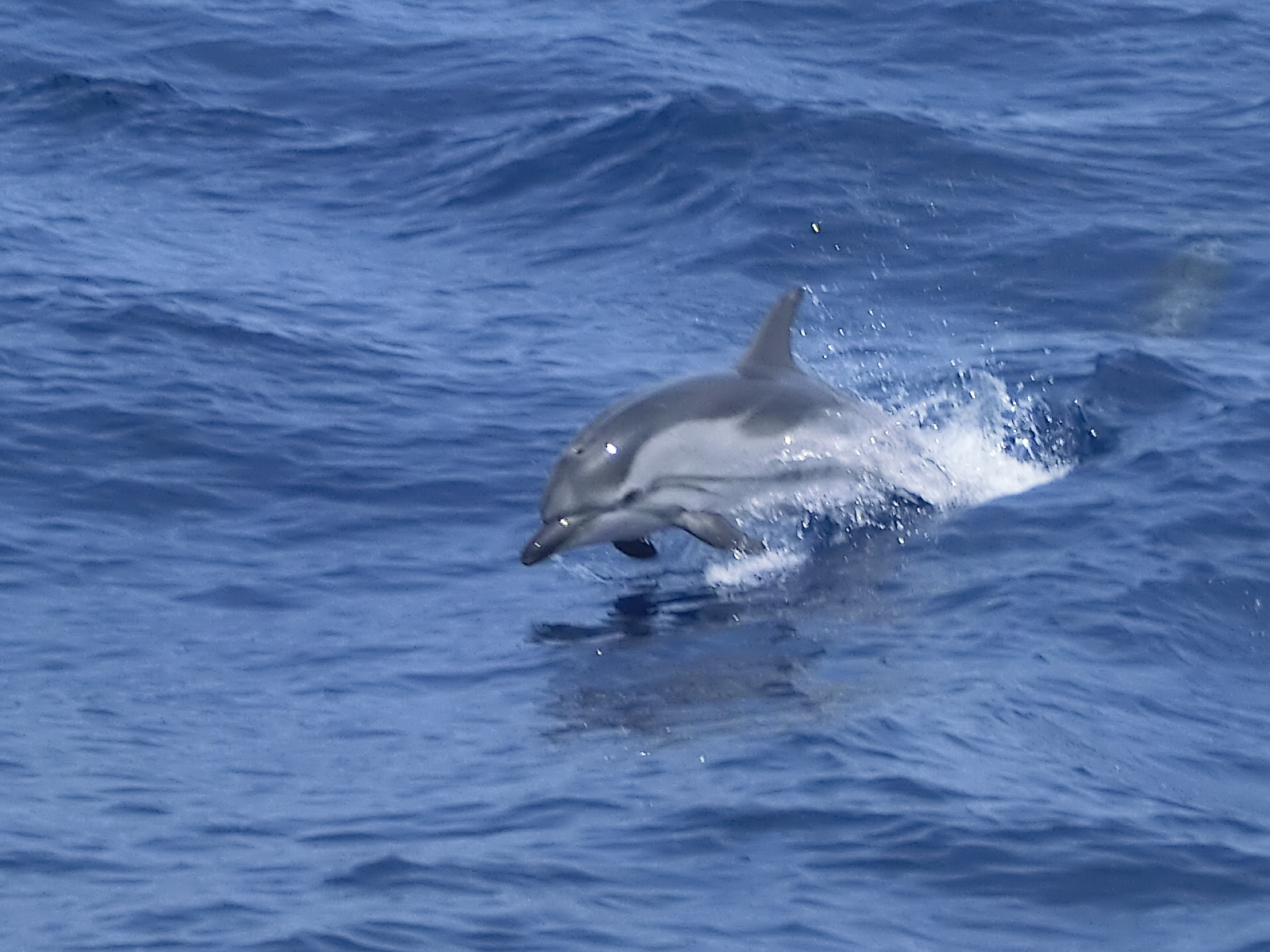
Streifendelfin im Ligurischen Meer

Zum Schutz der zahlreichen Meeressäuger wurde das Ligurische Meer 1999 von Italien und Frankreich als Specially Protected Area of Mediterranean Importance (SPAMI) klassifiziert. Im Rahmen dieser Einordnung wurde ein Walschutzgebiet eingerichtet. Dieses hat eine Fläche von circa 84.000 Quadratkilometern und wird von der Côte d’Azur, den Regionen Ligurien und Toskana und dem nördlichsten Punkt Sardiniens begrenzt.

## Tiefe
Die tiefste Stelle des Ligurischen Meeres befindet sich im Golf von Genua, der ein Teil des Ligurischen Meeres ist, ca. 2615 Meter unter der Wasseroberfläche.

## Ausdehnung

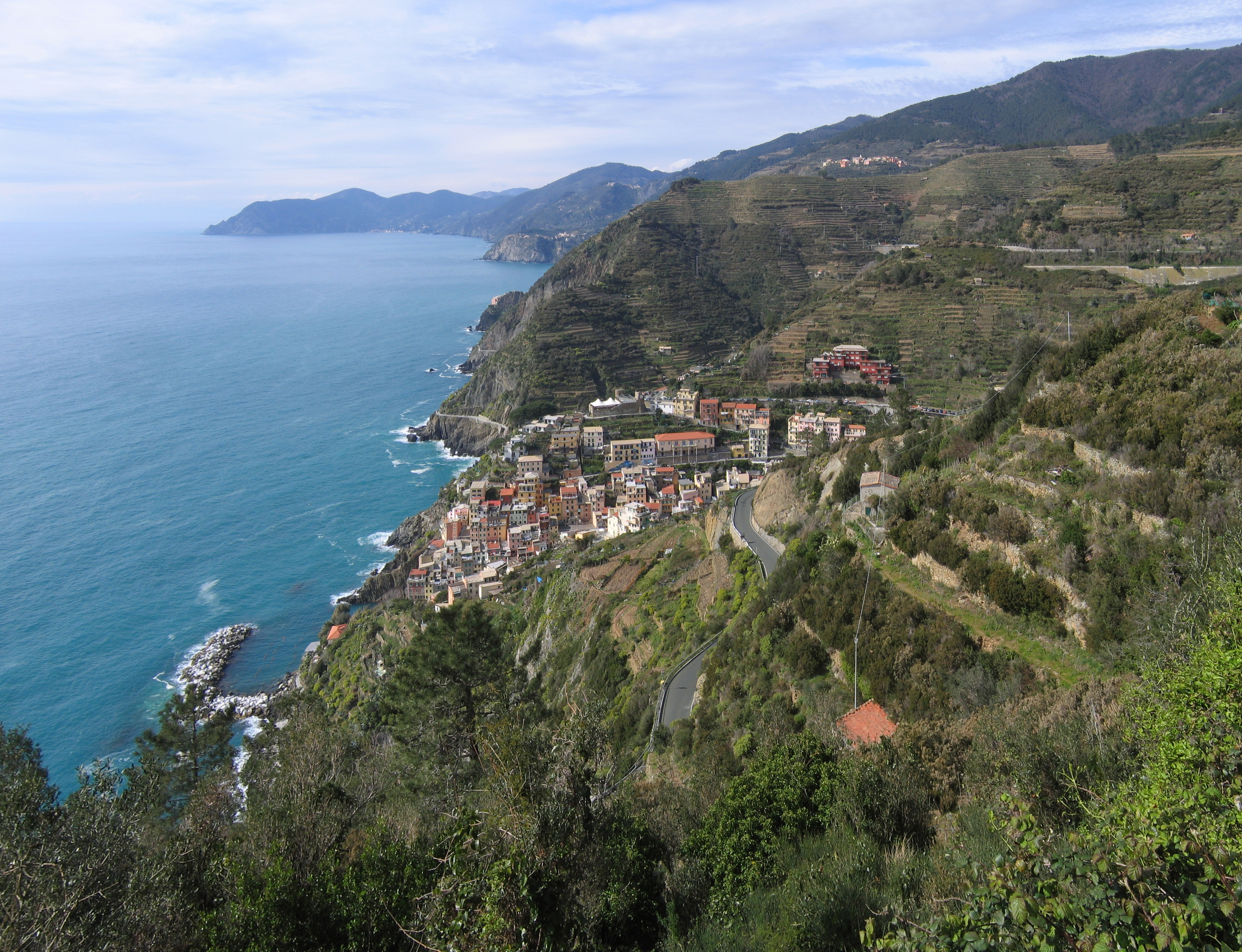
Riomaggiore an der Italienischen Riviera

Das Ligurische Meer wird im Norden von der Küste der Riviera in Italien sowie von Monaco begrenzt. Im Süden begrenzt die zu Frankreich gehörende Insel Korsika das Meer. Die Entfernung von Monaco bis zur nördlichen Spitze von Korsika, dem Cap Corse beträgt rund 160 Kilometer. Die Südostgrenze zum Tyrrhenischen Meer ist eine gedachte Linie vom Cap Corse (9°23'E) nach Tinetto (44°01′N 9°51′E), durch die Inseln Tino und Palmaria bis zum San-Pietro-Punkt (44°03′N 9°50′E) am nördlichen Rand der Apenninhalbinsel.

## Häfen
Die bedeutendsten Häfen am Ligurischen Meer sind Genua und La Spezia.

## Geschichte
An der Küste des Ligurischen Meeres liegt die Stadt Rapallo. Hier wurde am 16. April 1922 der Vertrag von Rapallo zwischen dem Deutschen Reich und Sowjetrussland geschlossen. Auf deutscher Seite wurde der Vertrag von dem deutschen Außenminister Walther Rathenau unterzeichnet, der wenige Monate später Opfer eines politisch motivierten Attentats wurde.
Außerdem fanden in der Umgebung der kleinen Felseninsel Meloria – wenige Kilometer vor Livorno gelegen – zwei bedeutende Seeschlachten statt: im Jahr 1241 besiegte die Flotte Kaiser Friedrichs II. die Flotte von Pisa und Genua. Die zweite Schlacht war die größte Seeschlacht des Mittelalters und fand 1284 zwischen Genua und Pisa statt, sie endete mit einem Sieg der Genueser.